# Anders Joachim Öberg
Anders Joachim Öberg, född 17 januari 1768 i Stockholm, död 12 juni 1812 i Härnösand, Västernorrlands län, var en svensk målare, verksam i slutet av 1700-talet.
Anders Joachim Öberg föddes 17 januari 1768 i Stockholm. Han var son till spegelsnickaren Anders Öberg och Sigrid Östberg. Öberg var anställd som medhjälpare till Carl Hofverberg och fick liksom många andra Norrlandskonstnärer sin utbildning hos Erik Nordlander 1785–1789. Bland Öbergs arbeten märks altartavlan i Häggdångers kyrka föreställande en korsfästelsescen.  Öberg avled 12 juni 1812 i Härnösand, Västernorrlands län.